# Emir Spahić
Emir Spahić (Dubrovnik, 18. kolovoza 1980.) umirovljeni je bosanskohercegovački nogometaš i član bosanskohercegovačke nogometne reprezentacije. 

## Reprezentativna karijera
Reprezentativac je bosanskohercegovačke nogometne reprezentacije. Svoj prvi zgoditak za reprezentaciju Emir Spahić je postigao u utakmici protiv Japana dana 28. veljače 2006. godine na stadionu Signal Iduna Park u Dortmundu, Njemačka. Vodio je BiH kao kapetan na svjetskom prvenstvu u Brazilu 2014. godine. Prvi je Dubrovčanin koji je nastupio na svjetskom prvenstvu. Dana 7. kolovoza 2014. Emir se oprostio od reprezentacije, ali se brzo nakon toga i vratio u reprezentaciju.

#### Pogodci za reprezentaciju
| #  | Datum               | Mjesto                                    | Protivnik  | Pogodak | Rezultat | Natjecanje                  |
| -- | ------------------- | ----------------------------------------- | ---------- | ------- | -------- | --------------------------- |
| 1. | 28. veljače 2006.   | Signal Iduna Park, Dortmund, Njemačka     | Japan      | 2 : 1   | 2 : 2    | Prijateljska utakmica       |
| 2. | 15. listopada 2008. | Bilino polje, Zenica, Bosna i Hercegovina | Armenija   | 1 : 0   | 4 : 1    | Kvalifikacije za SP 2010.   |
| 3. | 15. studenog 2011.  | Estádio da Luz, Lisabon, Portugal         | Portugal   | 2 : 3   | 2 : 6    | Kvalifikacije za EURO 2012. |
| 4. | 29. svibnja 2016.   | kybunpark, St. Gallen, Švicarska          | Španjolska | 1 : 2   | 1 : 3    | Prijateljska utakmica       |
| 5. | 6. rujna 2016.      | Bilino polje, Zenica, Bosna i Hercegovina | Estonija   | 1 : 0   | 5 : 0    | Kvalifikacije za SP 2018.   |
| 6. | 6. rujna 2016.      | Bilino polje, Zenica, Bosna i Hercegovina | Estonija   | 5 : 0   | 5 : 0    | Kvalifikacije za SP 2018.   |

## Vanjske poveznice
- Profil na Transfermarktu
- Profil na Soccerwayu